# محمود آق‌سرایی

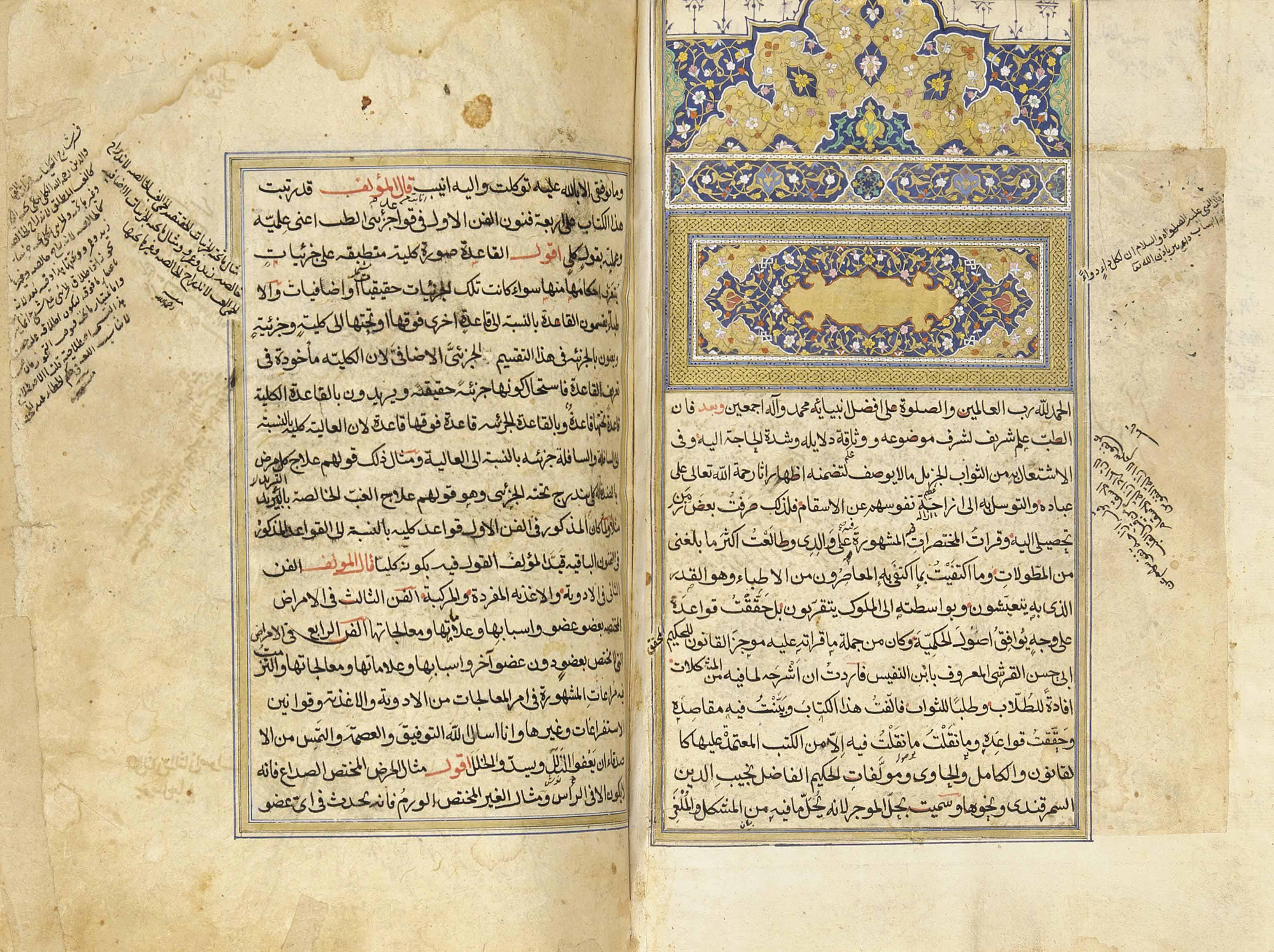
نسخهٔ خطی «حل الموجز»، اثر جمال‌الدین آق‌سرایی

جمال‌الدین محمود بن محمد آق‌سرایی (درگذشتهٔ ۱۳۷۹ میلادی) که با عنوان «الأقسرائی» نیز شناخته می‌شود، پزشک ایرانی قرن ۱۴ میلادی بود. عنوان آق سرایی به خاطر مهاجرت او به آق‌سرای ترکیه به وی داده شده است.
وی مطالعهٔ پزشکی را همراه با پدرش آغاز نمود. سپس کتاب‌های قانون طب ابن سینا و الحاوی زکریای رازی، کتاب الملکی علی بن عباس مجوسی اهوازی و نوشته‌های پزشکی نجیب الدین سمرقندی را مطالعه کرد.
آق‌سرایی را بیشتر با شرحی که بر کتاب «موجز القانون» نوشت می‌شناسند. موجز القانون (معروف به موجز) خلاصه‌ای است از کتاب قانون در طب ابن سینا که در قرن سیزدهم میلادی توسط ابن نفیس به رشتهٔ تحریر درآمد.